# Hans Reiser (Schauspieler)
Hans Reiser (*  3. Juni 1919 in München; † 10. Juni 1992 ebenda) war ein deutscher Schauspieler.

## Leben
Der gelernte Zeichner und Fotograf war ab 1936 Bühnenschauspieler. Er agierte an Theatern unter anderem in Zürich, Berlin und München und trat in Stücken wie Des Teufels General, Tod eines Handlungsreisenden und Endstation Sehnsucht auf. Später übernahm er auch Aufgaben als Theaterregisseur, zum Beispiel 1971 am Theater am Dom in Köln bei einer Aufführung von Dürrenmatts Play Strindberg.
Reiser war während des Zweiten Weltkriegs als Soldat eingesetzt und geriet in Kriegsgefangenschaft der US-Streitkräfte. In dieser Zeit begegnete er Klaus Mann, und eine Brieffreundschaft zwischen den beiden Künstlern entstand.
Im Nachkriegsfilm war er seit Beginn der 1950er Jahre in größeren Nebenrollen zu sehen. In der Künstlerbiografie Ein Lied geht um die Welt (1958) übernahm er die Rolle des berühmten Tenors Joseph Schmidt. In der internationalen Produktion Gesprengte Ketten stellte Hans Reiser 1963 den Gestapo-Beamten Kuhn dar. In dem Krimi Der Würger vom Tower verkörperte er den ermittelnden Inspektor. 1966 spielte er in dem Dreiteiler Die Gentlemen bitten zur Kasse den Obst- und Gemüsehändler Thomas Webster, ein Mitglied der Bande um den Antiquitätenhändler Michael Donegan (Horst Tappert) und den Friseurladenbesitzer Archibald Arrow (Günther Neutze).
Im Jahre 1966 spielte Hans Reiser neben Margot Trooger eine Hauptrolle in der Fernsehserie „Unser Sohn Nicki“, die sehr erfolgreich im ARD-Vorabendprogramm lief.
Reiser spielte auch in einigen Bryan-Edgar-Wallace-Filmen und Tatort-Krimis mit. Seine letzte Rolle (im Fernsehen) hatte Hans Reiser in der Serie Zwei Münchner in Hamburg.
Er ruht auf dem Münchner Westfriedhof.

## Filmografie
- 1941: Die See ruft
- 1949: Begegnung mit Werther
- 1950: Geliebter Lügner
- 1951: Unvergängliches Licht
- 1951: Heidelberger Romanze
- 1952: Oh, du lieber Fridolin
- 1952: Mönche, Mädchen und Panduren
- 1952: Die schöne Tölzerin
- 1952: Nachts auf den Straßen
- 1953: Straßenserenade
- 1953: Musik bei Nacht
- 1953: Das Nachtgespenst
- 1954: Das ideale Brautpaar
- 1955: Gottes Utopia
- 1955: Eine Frau genügt nicht?
- 1955: Der Pfarrer von Kirchfeld
- 1955: Madame Aurélie
- 1956: Der Untergang des Fort Charivari
- 1956: Hilfe – sie liebt mich!
- 1957: Mädchen und Männer
- 1957: Heute blau und morgen blau
- 1957: Immer wenn der Tag beginnt
- 1958: Ein Lied geht um die Welt
- 1958: Juchten und Lavendel
- 1959: Kasimir und Karoline
- 1960: Schlußakkord
- 1960: Soldatensender Calais
- 1960: Terror in der Waage
- 1960: Die Zeit und die Conways
- 1960: Der Schleier fiel…
- 1960: Es geschah an der Grenze: Jagd im Dunkel (Fernsehserie, eine Folge)
- 1961: Knock Out - Eine keineswegs unglaubliche Geschichte
- 1962: Der Wittiber
- 1962: Das Geheimnis der schwarzen Koffer
- 1962: Bekenntnisse eines möblierten Herrn
- 1963: Die Dreigroschenoper
- 1963: Gesprengte Ketten (The Great Escape)
- 1963: Der Würger von Schloss Blackmoor
- 1963: Stadtpark
- 1964: Die Zeit der Schuldlosen
- 1964: Schach der Dame
- 1965: Jennifer…?
- 1966: Der Würger vom Tower
- 1966: Hafenpolizei – Der Sprung von der Brücke
- 1966: Unser Sohn Nicki (Serie)
- 1966: Die Gentlemen bitten zur Kasse
- 1966: I Deal in Danger
- 1968: Peter und Sabine
- 1968: Detektiv Quarles
- 1972: 8051 Grinning
- 1972–1986: Tatort (Fernsehreihe)
  - 1972: Münchner Kindl
  - 1974: 3:0 für Veigl
  - 1986: Riedmüller, Vorname Sigi
- 1974: Die Fälle des Herrn Konstantin (Serie)
- 1974: Gemeinderätin Schumann (Serie)
- 1978: Das Einhorn
- 1980: Glaube Liebe Hoffnung
- 1988: Der Alte - Folge 126: Der Tod kommt selten allein
- 1989–1993: Zwei Münchner in Hamburg (Serie)